# Список банков, лишённых лицензии в 2003 году (Россия)

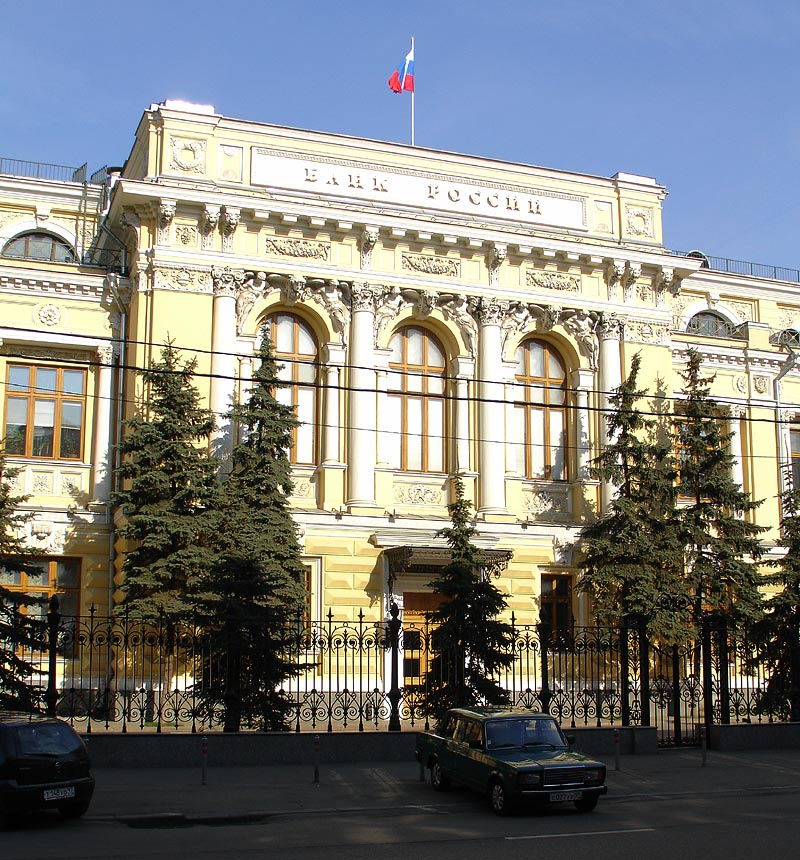
Здание Центрального Банка России на Неглинной

В список включены все кредитные организации России, у которых в 2003 году была отозвана или аннулирована лицензия на осуществление банковской деятельности.
В 2003 году Центральным Банком России были отозваны 14 лицензий у кредитных организаций, также у 8 кредитных организаций лицензии были аннулированы. Больше всего кредитных организаций лишились лицензий в сентябре, в этом месяце были отозваны лицензии у четырёх организаций и у трёх банков лицензии были аннулированы. Меньше всего в феврале, марте, мае и октябре — в эти месяцы ни отзывы ни аннулирования лицензий не проводились.

## Легенда
Список разбит на два раздела по полугодиям 2003 года. Внутри разделов организации отсортированы по месяцам, внутри месяца по датам закрытия, внутри одной даты по номеру документа об отзыве или аннулировании лицензии.

| Таблица: - Дата — дата отзыва/аннулирования лицензии. - Приказ — номер приказа или иного документа об отзыве/аннулировании лицензии. - Регион — населённый пункт или регион регистрации банка. - Причина — основные причины отзыва или аннулирования лицензии организации. Выделение строк цветом: - — выделение светло-зелёным цветом означает, что лицензия организации была аннулирована. - — выделение светло-жёлтым цветом означает, что лицензия организации была отозвана. | Сокращения: - АБ — акционерный банк. - АКБ — акционерный коммерческий банк. - АО — акционерное общество. - ЗАО — закрытое акционерное общество. - КБ — коммерческий банк. - МКБ — московский коммерческий банк. - ОАО — открытое акционерное общество. - ООО — общество с ограниченной ответственностью. |

## 1 полугодие
В разделе приведены все кредитные организации, у которых в 1-м полугодии 2003 года была отозвана или аннулирована лицензия.
| Наименование                                                         | Основ. | Лиц. | Дата       | Приказ        | Регион          | Причина | Прим.         |
| -------------------------------------------------------------------- | ------ | ---- | ---------- | ------------- | --------------- | --- | ------------- |
| Январь                                                               |        |      |            |               |                 | |               |
| ОАО АКБ «СбС-АГРО»                                                   | 1993   | 61   | 17.01.2003 | ОД-16         | Москва          | Решение акционеров банка о его добровольной ликвидации. | [ 3 ] [ 4 ]   |
| ЗАО АКБ «Лесобанк»                                                   | 1994   | 3007 | 30.01.2003 | ОД-33         | Архангельск     | Неисполнение федеральных законов, регулирующих банковскую деятельность. Неисполнение нормативных актов Банка России. Неисполнение банком в требований Банка России о приведении в соответствие величины уставного капитала и размера собственных средств.                  | [ 5 ] [ 6 ]   |
| Апрель                                                               |        |      |            |               |                 | |               |
| ЗАО «Северный акционерный коммерческий дорожный банк» («Севдорбанк») | 1994   | 3165 | 16.04.2003 | 2037858029394 | Санкт-Петербург | Присоединён к ЗАО «Петербургский Социальный Коммерческий Банк» | [ 7 ] [ 8 ]   |
| ОАО АКБ «Объединенный банк»                                          | 1992   | 1703 | 18.04.2003 | ОД-191        | Москва          | Неисполнение федеральных законов, регулирующих банковскую деятельность. Неисполнение нормативных актов Банка России. Снижение величины достаточности капитала и размера собственных средств. Неспособность удовлетворить требования кредиторов по денежным обязательствам. | [ 9 ] [ 10 ]  |
| ООО МКБ «Банк Энергосбережения» («Энергосбербанк»)                   | 1992   | 1863 | 18.04.2003 | ОД-193        | Москва          | Неисполнение федеральных законов, регулирующих банковскую деятельность. Неисполнение нормативных актов Банка России. Неспособность удовлетворить требования кредиторов и исполнить обязанности по уплате обязательных платежей.                                            | [ 11 ] [ 12 ] |
| ОАО КБ «Казакбанк»                                                   | 1993   | 2284 | 30.04.2003 | ОД-218        | Армавир         | Неспособность удовлетворить требования кредиторов и исполнить обязанности по уплате обязательных платежей. | [ 13 ] [ 14 ] |
| Июнь                                                                 |        |      |            |               |                 | |               |
| ООО КБ «Прима-Банк»                                                  | 1991   | 1513 | 17.06.2003 | ОД-308        | Москва          | Неисполнение федеральных законов, регулирующих банковскую деятельность. Неисполнение нормативных актов Банка России. Существенная недостоверность отчётности. | [ 15 ] [ 16 ] |

## 2 полугодие
В разделе приведены все кредитные организации, у которых во 2-м полугодии 2003 года была отозвана или аннулирована лицензия.
| Наименование                                                                        | Основ. | Лиц. | Дата       | Приказ        | Регион          | Причина | Прим.                |
| ----------------------------------------------------------------------------------- | ------ | ---- | ---------- | ------------- | --------------- | --- | -------------------- |
| Июль                                                                                |        |      |            |               |                 | |                      |
| ОАО АКБ «Андреевский»                                                               | 1992   | 1994 | 03.07.2003 | ОД-359        | Москва          | Неисполнение федеральных законов, регулирующих банковскую деятельность. Неисполнение нормативных актов Банка России. Существенная недостоверность отчётности. Неспособность удовлетворить требования кредиторов и исполнить обязанности по уплате обязательных платежей. | [ 17 ] [ 18 ]        |
| ОАО «Коммерческий Восточно-Европейский Сибирский Банк» («Комвесбанк»)               | 1993   | 2314 | 28.07.2003 | 2038605506740 | Нижневартовск   | Присоединён к ОАО «Ханты-Мансийский Банк». | [ 19 ] [ 20 ]        |
| Август                                                                              |        |      |            |               |                 | |                      |
| ОАО АКБ «Объединенный Промышленный Банк»                                            | 1994   | 2878 | 20.08.2003 | ОД-420        | Москва          | Задержка предоставления отчётности. Неспособность удовлетворить требования кредиторов по денежным обязательствам. | [ 21 ] [ 22 ] [ 23 ] |
| Сентябрь                                                                            |        |      |            |               |                 | |                      |
| ОАО КБ «Банк поддержки Вооруженных сил и оборонной промышленности» («Военный Банк») | 1991   | 1590 | 03.09.2003 | ОД-473        | Москва          | Неисполнение федеральных законов, регулирующих банковскую деятельность. Неисполнение нормативных актов Банка России. Неисполнение банком в требований Банка России о приведении в соответствие величины уставного капитала и размера собственных средств.                | [ 24 ] [ 25 ]        |
| ООО КБ «Народный банк сбережений»                                                   | 1996   | 3299 | 16.09.2003 | 2037711009752 | Москва          | Присоединён к банку «Ингосстрах-Союз». | [ 26 ] [ 27 ]        |
| ООО КБ «Товарищество Взаимного Кредита» («ТВК Банк»)                                | 1994   | 3110 | 22.09.2003 | ОД-504        | Москва          | Неисполнение федеральных законов, регулирующих банковскую деятельность. Неисполнение нормативных актов Банка России. Задержка предоставления отчётности. Неспособность удовлетворить требования кредиторов и исполнить обязанности по уплате обязательных платежей.      | [ 28 ] [ 29 ]        |
| ООО «Росинбанк»                                                                     | 2001   | 3366 | 22.09.2003 | ОД-505        | Москва          | Неисполнение федеральных законов, регулирующих банковскую деятельность. Неисполнение нормативных актов Банка России. Существенная недостоверность отчётности. Неспособность удовлетворить требования кредиторов и исполнить обязанности по уплате обязательных платежей. | [ 30 ] [ 31 ]        |
| ЗАО КБ «Компания по проектному финансированию» («КОПФ»)                             | 1993   | 2561 | 22.09.2003 | ОД-506        | Москва          | Неисполнение федеральных законов, регулирующих банковскую деятельность. Неисполнение нормативных актов Банка России. Задержка предоставления отчётности. | [ 32 ] [ 33 ]        |
| ОАО АКБ «Автогазбанк»                                                               | 1992   | 1713 | 23.09.2003 | 2037711900015 | Нижний Новгород | Присоединены к банку «Ингосстрах-Союз». | [ 34 ] [ 35 ]        |
| ОАО «Сибирский региональный коммерческий банк» («Сибрегионбанк»)                    | 1990   | 434  | 23.09.2003 | 2037711900004 | Иркутск         | Присоединены к банку «Ингосстрах-Союз». | [ 36 ] [ 37 ]        |
| Ноябрь                                                                              |        |      |            |               |                 | |                      |
| ОАО АБ «Сахабилиибанк»                                                              | 1993   | 2570 | 26.11.2003 | ОД-644        | Якутск          | Неисполнение федеральных законов, регулирующих банковскую деятельность. Неисполнение нормативных актов Банка России. | [ 38 ] [ 39 ]        |
| ЗАО КБ «Московский резервный банк»                                                  | 1995   | 3219 | 28.11.2003 | ОД-657        | Москва          | Неисполнение федеральных законов, регулирующих банковскую деятельность. Неисполнение нормативных актов Банка России. Неспособность удовлетворить требования кредиторов по денежным обязательствам.                                                                       | [ 40 ] [ 41 ]        |
| Декабрь                                                                             |        |      |            |               |                 | |                      |
| ООО Республиканский инвестиционно-кредитный банк «Сахакредитбанк»                   | 1993   | 2497 | 03.12.2003 | 2031403919193 | Якутск          | Присоединён к АКБ «Алмазэргиэнбанк». | [ 42 ] [ 43 ]        |
| ЗАО КБ «Моснарбанк»                                                                 | 1995   | 3268 | 18.12.2003 | 2037711014702 | Москва          | Присоединён к банку «Еврофинанс». | [ 44 ] [ 45 ]        |
| ЗАО АКБ «Ярмарочный Банк»                                                           | 1995   | 3246 | 31.12.2003 | ОД-714        | Нижний Новгород | Неисполнение федеральных законов, регулирующих банковскую деятельность. Неисполнение нормативных актов Банка России. Неспособность удовлетворить требования кредиторов по денежным обязательствам.                                                                       | [ 46 ] [ 47 ]        |

## Статистика

### Закрытие по месяцам
| Закрытие по месяцам | Закрытие по месяцам | Закрытие по месяцам | Закрытие по месяцам | Закрытие по месяцам |
| Месяц               |                     |                     |                     | Количество          |
| ------------------- | ------------------- | ------------------- | ------------------- | ------------------- |
| Январь              |                     |                     | 2                   |                     |
| Февраль             |                     |                     | 0                   |                     |
| Март                |                     |                     | 0                   |                     |
| Апрель              |                     |                     | 4                   |                     |
| Май                 |                     |                     | 0                   |                     |
| Июнь                |                     |                     | 1                   |                     |
| Июль                |                     |                     | 2                   |                     |
| Август              |                     |                     | 1                   |                     |
| Сентябрь            |                     |                     | 7                   |                     |
| Октябрь             |                     |                     | 0                   |                     |
| Ноябрь              |                     |                     | 2                   |                     |
| Декабрь             |                     |                     | 3                   |                     |

### Комментарии
1. ↑  По инициативе Банка России, согласно требований статьи 20 Федерального закона «О банках и банковской деятельности».
2. ↑  По инициативе собственников компании или в порядке её реорганизации.
3. ↑  В ряде источников указана другая дата ликвидации банка — 11 июня 2004 года, однако сведения о деятельности организации после 17 января 2003 года отсутствуют.
4. ↑  В ряде источников указана другая дата ликвидации банка — 19 июля 2004 года, однако сведения о деятельности организации после 30 января 2003 года отсутствуют.
5. ↑  В ряде источников указана другая дата ликвидации банка — 29 ноября 2006 года, однако сведения о деятельности организации после 18 апреля 2003 года отсутствуют.
6. ↑  В ряде источников указана другая дата ликвидации банка — 6 сентября 2005 года, однако сведения о деятельности организации после 18 апреля 2003 года отсутствуют.
7. ↑  В ряде источников указана другая дата ликвидации банка — 21 сентября 2006 года, однако сведения о деятельности организации после 30 апреля 2003 года отсутствуют.
8. ↑  В ряде источников указана другая дата ликвидации банка — 8 февраля 2005 года, однако сведения о деятельности организации после 17 июня 2003 года отсутствуют.
9. ↑  В ряде источников указана другая дата ликвидации банка — 21 июля 2005 года, однако сведения о деятельности организации после 3 июля 2003 года отсутствуют.
10. ↑  В ряде источников указаны другие даты ликвидации банка — 13 мая 2002 года и 8 августа 2005 года, однако до 20 августа 2003 года есть упоминания о деятельности этого банка, в то время как сведения о деятельности организации после этой даты отсутствуют.
11. ↑  В ряде источников указана другая дата ликвидации банка — 8 ноября 2005 года, однако сведения о деятельности организации после 3 сентября 2003 года отсутствуют.
12. ↑  В ряде источников указана другая дата ликвидации банка — 2 марта 2006 года, однако сведения о деятельности организации после 22 сентября 2003 года отсутствуют.
13. ↑  В ряде источников указана другая дата ликвидации банка — 26 декабря 2005 года, однако сведения о деятельности организации после 22 сентября 2003 года отсутствуют.
14. ↑  В ряде источников указана другая дата ликвидации банка — 14 ноября 2005 года, однако сведения о деятельности организации после 22 сентября 2003 года отсутствуют.
15. ↑  В ряде источников указана другая дата ликвидации банка — 27 февраля 2008 года, однако сведения о деятельности организации после 26 ноября 2003 года отсутствуют.
16. ↑  В ряде источников указана другая дата ликвидации банка — 4 августа 2006 года, однако сведения о деятельности организации после 28 ноября 2003 года отсутствуют.
17. ↑  В ряде источников указана другая дата ликвидации банка — 27 сентября 2005 года, однако сведения о деятельности организации после 31 декабря 2003 года отсутствуют.